# Microsoft Visual Studio
Microsoft Visual Studio is een integrated development environment (IDE) van Microsoft. Het biedt een complete set ontwikkelingstools om computerprogramma's in diverse programmeertalen voor met name Windows-omgevingen te ontwikkelen. Visual Studio gebruikt software-ontwikkelingsplatformen van Microsoft zoals Windows API, Windows Forms, Windows Presentation Foundation, Microsoft Store en Microsoft Silverlight. Het kan zowel native code als managed code produceren.
Visual Studio bevat een broncode-editor die zowel IntelliSense (het code-aanvulling-component) als refactoren ondersteunt. De geïntegreerde debugger werkt zowel op broncode-niveau als op machinetaal-niveau. Daarnaast bevat Visual Studio een profiler, vormenontwerper voor het bouwen van GUI-applicaties, webontwerper, klasseontwerper en databaseschemaontwerper.
Visual Studio ondersteunt 36 verschillende programmeertalen en de broncode-editor en debugger kunnen bijna elke programmeertaal ondersteunen. C, C++ en C++/CLI (via Visual C++), VB.NET (via Visual Basic .NET), C# (via Visual C#), F# (sinds Visual Studio 2010) en TypeScript (sinds Visual Studio 2013 Update 2) zijn ingebouwd. Ondersteuning voor andere talen, zoals Python, Ruby, Node.js en M, zijn beschikbaar via taalservices die apart geïnstalleerd kunnen worden. Het ondersteunt ook XML/XSLT, HTML/XHTML, JavaScript en CSS. Java (en J#) werden in het verleden ondersteund.

## Edities
Microsoft Visual Studio is beschikbaar in de volgende edities:

### Community
Op 12 november 2014 kondigde Microsoft aan dat het een nieuwe versie van de betaalde volledige versie van Visual Studio zou aanbieden onder de naam Visual Studio Community. De eerste versie daarvan is Visual Studio 2013 Community. Met Visual Studio 2015 vervangt de Community Edition de Express-serie. Community is gericht op studenten, opensourceorganisaties, kleine bedrijven, starters en individuele ontwikkelaars.

### Professional
Sinds Visual Studio 2010 is de Professional Edition de goedkoopste commerciële editie van Visual Studio. Het bevat een IDE voor alle ondersteunde ontwikkelingstalen.

### Enterprise
De Enterprise Edition bevat als aanvulling op de functies van de Professional Edition een nieuwe set tools voor softwareontwikkeling, databaseontwikkeling, samenwerking, statistiek, architectuur, testen en rapporteren.

### Test Professional
De Test Professional Edition werd geïntroduceerd met Visual Studio 2010. Het richt zich op de testerrol.

### Express
Visual Studio Express is een uitgeklede versie van Visual Studio voor studenten en hobbyisten. Het werd geïntroduceerd met Visual Studio 2005 en de ontwikkeling werd gestaakt met de introductie van Visual Studio 2015.

## Geschiedenis
Voorafgaand aan Visual Studio versie 4.0, waren de componenten Visual Basic 3, Visual C++, Visual FoxPro en Visual SourceSafe afzonderlijke producten.
| Productnaam               | Codenaam      | Versienummer | cl.exe- versie | Ondersteunde .NET-frameworkversies | Releasedatum      |
| ------------------------- | ------------- | ------------ | -------------- | ---------------------------------- | ----------------- |
| Visual Studio 4.0         |               | 4.0          |                |                                    | april 1995        |
| Visual Studio 97          | Boston        | 5.0          |                |                                    | februari 1997     |
| Visual Studio 6.0         | Aspen         | 6.0          | 12.00          |                                    | juni 1998         |
| Visual Studio .NET (2002) | Rainier       | 7.0          | 13.00          | 1.0                                | 13 februari 2002  |
| Visual Studio .NET 2003   | Everett       | 7.1          | 13.10          | 1.1                                | 24 april 2003     |
| Visual Studio 2005        | Whidbey       | 8.0          | 14.00          | 2.0, 3.0                           | 7 november 2005   |
| Visual Studio 2008        | Orcas         | 9.0          | 15.00          | 2.0, 3.0, 3.5                      | 19 november 2007  |
| Visual Studio 2010        | Dev10/Rosario | 10.0         | 16.00          | 2.0 – 4.0                          | 12 april 2010     |
| Visual Studio 2012        | Dev11         | 11.0         | 17.00          | 2.0 – 4.5.2                        | 12 september 2012 |
| Visual Studio 2013        | Dev12         | 12.0         | 18.00          | 2.0 – 4.5.2                        | 17 oktober 2013   |
| Visual Studio 2015        | Dev14         | 14.0         | 19.00          | 2.0 – 4.6                          | 20 juli 2015      |
| Visual Studio 2017        | Dev15         | 15.0         | 19.10          | 3.5 - 4.7                          | 7 maart 2017      |
| Visual Studio 2019        | Dev16         | 16.0         | 19.20          | 3.5 - 4.8                          | 2 april 2019      |
| Visual Studio 2022        | Dev17         | 17.0         |                | 4.6.2 - 4.8                        | 8 november 2021   |